# Tecos de la Universidad Autónoma de Guadalajara/2006
Deze pagina geeft een overzicht van de Tecos-wielerploeg in  2006.

## Renners
| Naam                | Geboortedatum | Nationaliteit | Ploeg 2005 |
| ------------------- | ------------- | ------------- | ---------- |
| Joël Alamillo       | 30-09-1979    | Mexico        | geen       |
| Fausto Esparza      | 02-06-1974    | Mexico        | geen       |
| Rodolfo Fernández   | 09-03-1981    | Mexico        | geen       |
| José García         | 29-01-1976    | Mexico        | geen       |
| Domingo González    | 30-01-1970    | Mexico        | geen       |
| Gregorio Ladino     | 18-01-1973    | Colombia      | geen       |
| Francisco Matamoros | 04-09-1980    | Mexico        | geen       |
| Miguel Meza         | 19-05-1977    | Mexico        | geen       |
| John Fredy Parra    | 09-11-1974    | Colombia      | geen       |
| Héctor Rangel       | 29-08-1980    | Mexico        | geen       |

## Overwinningen
Nationale kampioenschappen
 Mexico, Tijdrit, Elite: Fausto Esparza
Ronde van Sonora
1e etappe: Héctor Rangel
Eindklassement: Gregorio Ladino
Ronde van El Salvador
Eindklassement: Gregorio Ladino
Tour de Beauce
2e etappe: John Fredy Parra
Ronde van Oaxaca
1e etappe (ITT): Domingo González
3e etappe: Fausto Esparza
6e etappe: Fausto Esparza
Eindklassement: Fausto Esparza
Clasico Banfoandes
2e etappe: John Fredy Parra
2006 · 2007 · 2008 · 2009